# Gashapon

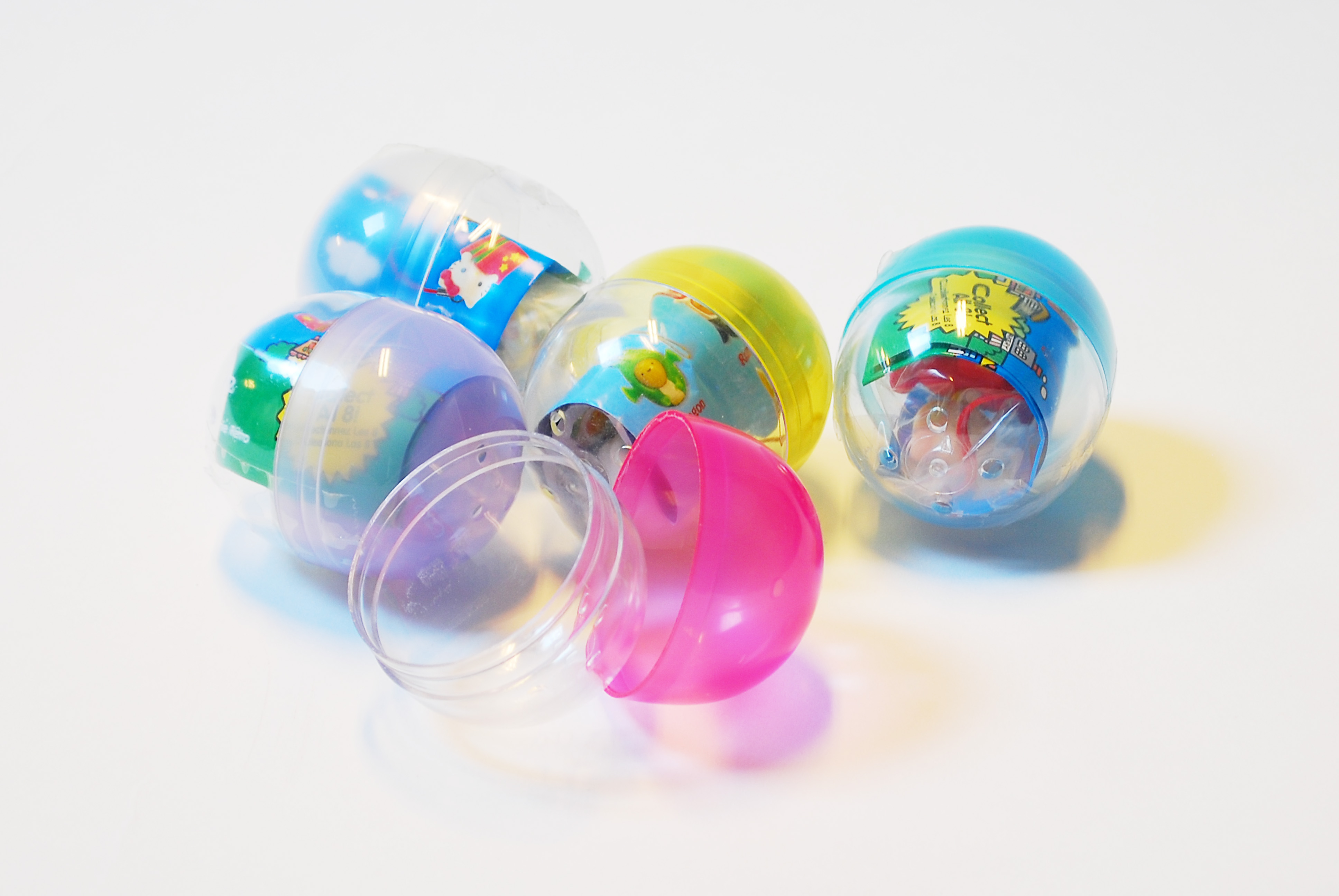
Detalle de unas figuras de cápsula, más conocidas como gachapon.

Las figuras de cápsula o juguetes de cápsula, también conocidas por la palabra japonesa  gashapon (ガシャポン?) o gachapon (ガチャポン?), son una variedad de máquinas expendedoras que dispensan cápsulas con un producto en su interior, normalmente objetos en miniatura como figuras de acción, juguetes, llaveros y anillos. El comprador debe introducir monedas y girar una manivela hasta que la cápsula cae por la ranura.
El concepto es especialmente popular en Japón, donde hay numerosas empresas que producen y comercializan series coleccionables para todos los públicos. Aunque el comprador tiene una referencia de los productos disponibles en la máquina, no sabe cuál le ha tocado hasta que la cápsula ha salido.

## Descripción

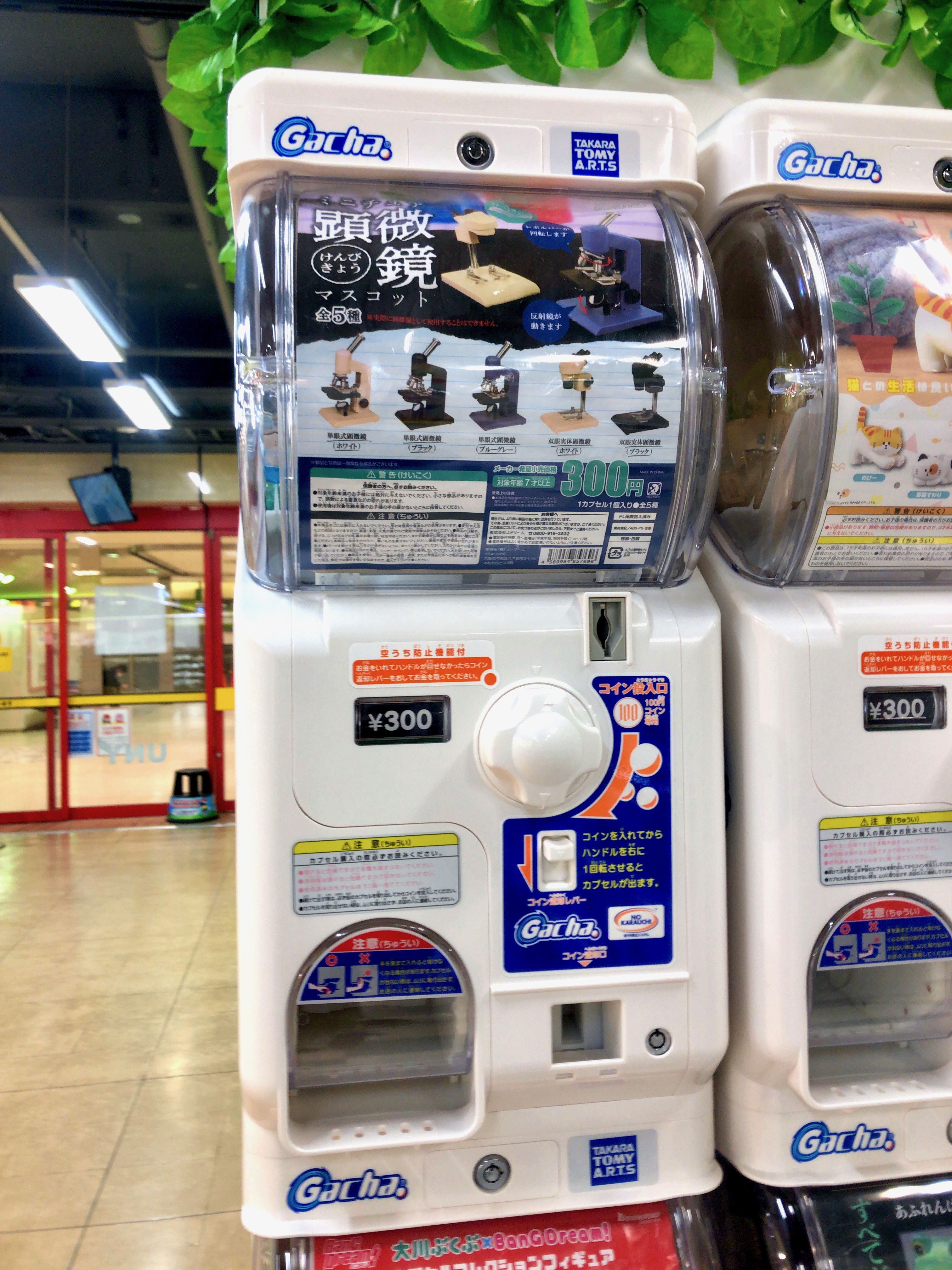
Detalle de una máquina expendedora de gachapon, con la vitrina en la parte superior.

Las máquinas funcionan con monedas o fichas monetiformes (token); en la parte superior hay una vitrina con las cápsulas, mientras que en la inferior se encuentra la ranura para monedas, la manivela de extracción y la ranura por la que cae el objeto. Las cápsulas son parcialmente transparentes, están hechas de plástico y tienen un diámetro no superior a 10 cm; en su interior hay un regalo sorpresa, generalmente un objeto en miniatura.
En la vitrina de la máquina hay un cartel que indica la colección y las opciones disponibles. El comprador no sabe cuál le ha tocado hasta que la cápsula haya caído por la ranura. Esto ha generado a su vez una comunidad de intercambio y reventa.
La «figura de cápsula» es el término genérico para referirse a las máquinas expendedoras de juguetes. A nivel internacional se ha extendido el uso de gachapon o gacha, una onomatopeya japonesa del sonido que hace la cápsula desde el giro de la manivela hasta que cae por la ranura. La palabra gachapon se usa también para distinguir los modelos japoneses del resto de máquinas expendedoras de juguetes.
En Japón, los principales fabricantes de juguetes de cápsula son Bandai —propietaria de la marca Gashapon—, Takara Tomy ARTS —bajo la marca Gacha— y Kaiyodo —Capsule Q—. El estándar de la máquina japonesa está adaptado a monedas de 100 yenes o a fichas de tamaño similar.

## Historia

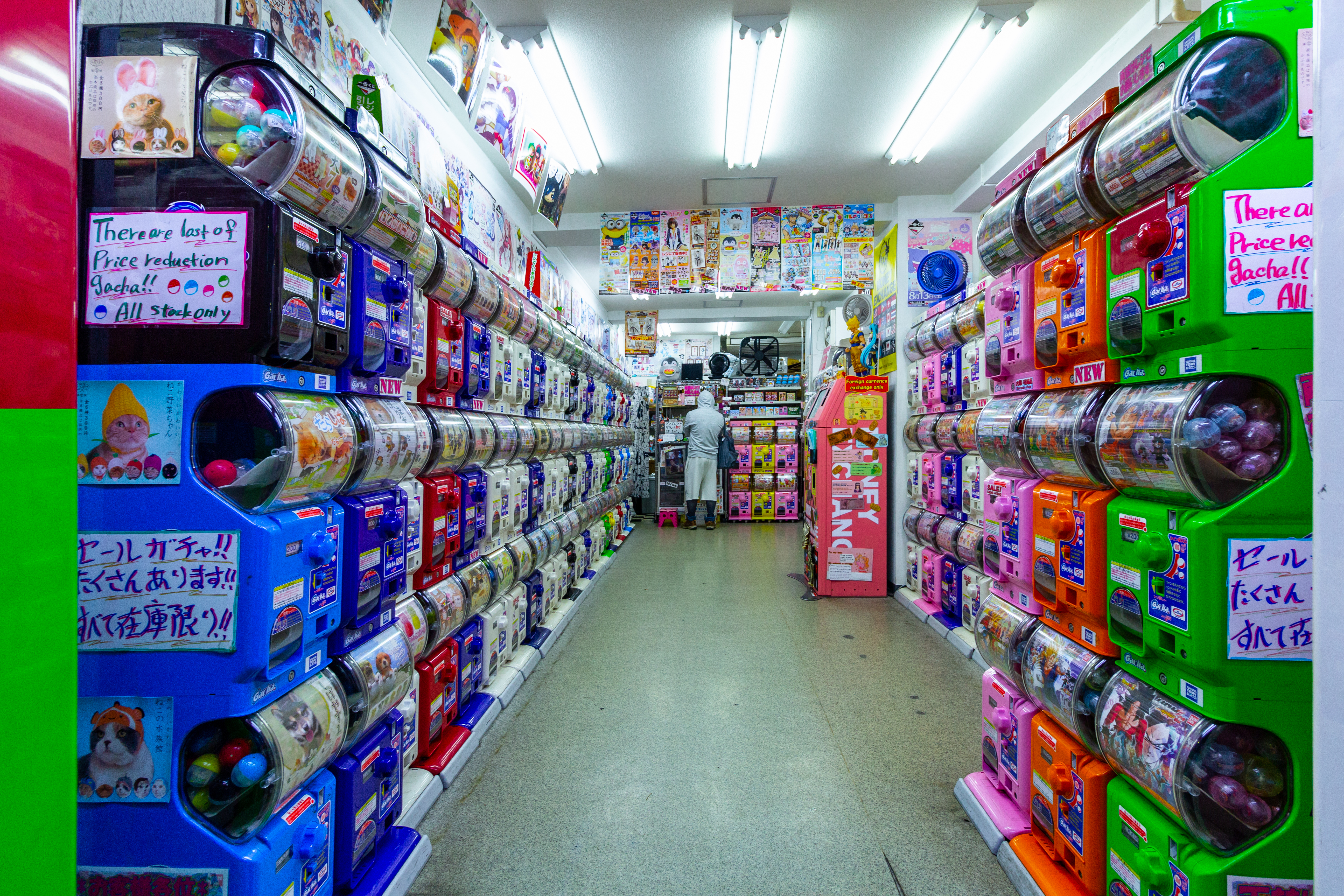
Interior de una tienda japonesa de gachapon en Akihabara (Tokio).

Las máquinas expendedoras de juguetes fueron inventadas en Estados Unidos en la década de 1950, con un mecanismo similar al de las máquinas expendedoras de chicles. En 1956 se desarrolló una cápsula de plástico para proteger el producto del mecanismo interno de la máquina.
En 1965, la empresa japonesa Penny Shokai comenzó a producir máquinas expendedoras de juguetes de bajo coste, orientadas al público infantil. En las cápsulas se introducían productos aleatorios como muñecos de celuloide, figuras de borrador y llaveros. A partir de la década de 1980, su popularidad creció gracias a colecciones basadas en animes. Una de las que tuvo mayor éxito fue la línea de borradores «kinkeshi» con los personajes de Kinnikuman, producida por Bandai, de la que llegaron a venderse más de 180 millones de unidades.
En los años 1990, varias empresas especializadas en figuras de acción —tales como Bandai, Tomy y Takara— sacaron sus propias colecciones de figuras en miniatura, orientadas a un público de mayor edad. Su popularidad ha motivado una ampliación de productos inspirados en personajes de ficción, figuras de animales, productos realistas y objetos cotidianos entre otras opciones. Con el paso del tiempo se han abierto establecimientos especializados y se ha incrementado el volumen de negocio; en 2019 la industria del gachapon había generado ingresos superiores a los 340 millones de dólares.